# Kondratěvovy vlny
Kondratěvovy vlny jsou hospodářský cyklus nazvaný podle ruského ekonoma Nikolajeva Kondraťjeva. Tento ruský ekonom na základě svého zkoumání tvrdil, že každých 50 let dosahuje vrcholu jedna dlouhá technologická vlna.

## Historie a vznik teorie
Koncept těchto dlouhých vln je založen na pozorování cenového vývoje (včetně úrokových měr a mezd) v průběhu 19. století, jako doplňující data sloužil např. vývoj zahraničního obchodu a bankovních depozit ve té době asi nejvyspělejších zemích a to: USA, Anglie, Francie, Německa. Získané údaje byly statisticky očištěny kvůli odstranění náhodných výkyvů a cyklického krátkodobého kolísání. Následovalo nalezení křivek dlouhodobých trendů, které odhalily existenci cyklických vln o délce 48–55 let, přitom se periody jednotlivých veličin mezi sebou blízce shodují.

## Popis cyklu
Každý cyklus tvoří několik empirických pravidelností:
1. Před nástupem a na počátku vzestupné vlny dochází k hlubokým ekonomickým změnám ve společnosti. Tyto změny se projevují hlavně díky inovacím, tedy hlavně vynálezům. Vliv může mít i vstup nových zemí do již existujících ekonomických vztahů a změna produkce zlata.
2. V období vzestupných vln připadá nejvíce sociálních změn, zejména válek a revolucí.
3. Období sestupné vlny jsou doprovázena zvláště ostře se projevující depresí zemědělství.
4. V období vzestupné vlny jsou střednědobé kapitalistické cykly charakterizovány krátkou depresí a intenzivními vzestupy, v období sestupní vlny je tu přesně naopak.

Kondratěv svůj teoretický model zakládá na vlnovitém charakteru investičního procesu a potřebném kapitálu. Během přibližně dvaceti let před počátkem dlouhodobé vzestupné fáze probíhá oživení v oblasti inovací, které jsou během vzestupu využívány v praxi. Přelomová období dlouhých vln se přitom shodují s významnými změnami mezinárodních ekonomických vztahů i peněžního oběhu apod. Při pokusu o teorii dlouhých vln se odvolává na dlouhodobé „cykly investic“ – spojené se získáváním základních kapitálových aktiv, vyžadujících obrovské investice a dlouhou dobu na výstavbu. Na konci období expanze již nestačí úspory, resp. akumulace je příliš drahá pro potřeby obnovy základních kapitálových statků, což vede ke zvratu dlouhodobého cyklu a s tím spojenému poklesu cen i úrokové míry. V období sestupné fáze dlouhé vlny pak úspory a akumulace rostou a postupně vedou i k oživení hospodářského života.
Lze tvrdit, že dlouhé vlny jsou mezinárodní fenomén, protože se ekonomiky stále více propojují, tak roste význam těchto vln. Větší počet zemí bude společně procházet jak obdobím hospodářské prosperity tak i recese.

## Moderní modifikace Kondratěvovy teorie
Následující cykly jsou založeny hlavně na technologiích:
- Průmyslová revoluce (1771)
- Věk železnice a páry (1829)
- Věk těžkého strojírenství a oceli (1875)
- Věk automobilismu, elektřiny a hromadné výroby (1908)
- Věk informací a telekomunikací (1971)

## Šestý cyklus
Mnoho ekonomů věří, že jsme v šesté Kondratěvově vlně, která začala kolem roku 2005. Hlavně věří, že cyklus bude podporován velkými pokroky ve zdravotnictví,